# Flickorna från Gamla sta'n
Flickorna från Gamla Sta’n är en svensk komedifilm från 1934 i regi av Schamyl Bauman.

## Handling
Väninnorna Karin och Inga delar en liten lägenhet i Gamla stan. Mitt emot huserar en tjusig målare och musiker som de blir bekanta med. Målarmästare Edvard Larsson försöker gå ner i vikt, för annars har han ingen chans hos Stina vid matserveringen.

## Om filmen
Filmen hade premiär den 20 augusti 1934 på biografen Grand i Stockholm. Den har visats i SVT.
Filmen gavs ut på DVD 2020.

## Rollista (i urval)
- Edvard Persson - Edvard "Lasse" Larsson, målare
- Gideon Wahlberg - Johan Wellberg
- Karin Ekelund - Karin Holmström
- Birgit Rosengren - Inga Lundberg
- Håkan Westergren - Gunnar Gustafsson
- Rut Holm - Stina Andersson
- Nils Ohlin - Eric Kalén
- Emil Fjellström - Tulltjänsteman
- Einar Fagstad - spritlangare
- Knut Frankman - korvgubben[4]

## Musik i filmen
- Gamla Sta’n, kompositör Erik Baumann, text Gideon Wahlberg, framförs på luta av Gideon Wahlberg, sång Edvard Persson och Gideon Wahlberg.
- Det drog en vind över ängarna, kompositör och text Bertil Almqvist, sång och luta Bertil Almqvist.
- När jag i kväll vid min luta, kompositör Dick Fryman och Fritz Gustaf, text Gideon Wahlberg, framförs på luta av Gideon Wahlberg, sång Edvard Persson och Gideon Wahlberg.
- Ingalill, kompositör och text Gideon Wahlberg, sång och luta Gideon Wahlberg.
- Flickan i fönstret mitt emot, kompositör Sten Axelson, text Sven Paddock,  framförs på luta av Gideon Wahlberg och piano av Sten Axelson, sång Edvard Persson.
- En hambo på bryggan, kompositör Bertil Nilsson, text Julius, instrumental.
- Admiral Stosch (Kungliga Kronobergs regementes paradmarsch, kompositör Karl Latann, framföres visslande av Edvard Persson.
- Blott du, kompositör Erik Baumann, text Sven Paddock, sång Mischka Nilsson.
- Byssan lull, text och musikbearbetning Evert Taube, instrumental.[5]